# Danh sách đệ nhất phu nhân của Sierra Leone
Đệ nhất phu nhân Sierra Leone là vợ của Tổng thống Sierra Leone. Mặc dù không phải là một vị trí được bầu, Đệ nhất phu nhân là đại diện của Sierra Leone trong và ngoài nước. Văn phòng của Đệ nhất phu nhân là một phần mở rộng của Nhà nước và chịu trách nhiệm cho các sự kiện và nghi lễ xã hội tại State Lodge, thường là biểu tượng danh dự của nhà nước.
Sáu người phụ nữ đã giữ văn phòng của Đệ nhất phu nhân kể từ Sierra Leone, văn phòng được thành lập vào năm 1971. Người đầu tiên là Rebecca Stevens, vợ của cựu tổng thống Siaka Stevens, sống tại dinh tổng thống chính thức tại cung điện King Harmon trong khi chồng bà sống tại Kabasa Lodge.
Đệ nhất phu nhân hiện tại của Sierra Leone là Fatima Maada Bio, vợ của Tổng thống Julius Maada Bio, nhậm chức vào ngày 4 tháng 4 năm 2018. Bio, là một diễn viên và nhà sản xuất phim, đã tiếp tục truyền thống của quốc gia châu Phi này và đang duy trì Văn phòng của Đệ nhất phu nhân nước này hiện tại. Biểu tượng của các Đệ nhất phu nhân Sierra Leone gần như là mạnh mẽ, chỉ sau một số quốc gia có truyền thống phát triển sớm ở châu Âu, là anh Quốc. Dưới đây là danh sách các Đệ nhất phu nhân để lại nhiều ảnh hưởng mang tính biểu tượng của Sierra Leone cho đến nay.

## Đệ nhất phu nhân của Sierra Leone (Từ 1971 đến nay)
| Con số    | Tên                 | Thời hạn bắt đầu        | Thời hạn kết thúc       | Đệ nhất phu nhân Sierra Leone |
| --------- | ------------------- | ----------------------- | ----------------------- | ----------------------------- |
| 1         | Rebecca Stevens     | 21 tháng 4 năm 1971     | 28 tháng 11 năm 1985    | Siaka Stevens                 |
| lần 2     | Hannah Momoh        | 28 tháng 11 năm 1985    | 29 tháng 4 năm 1992     | Joseph S Nikol Momoh          |
| lần thứ 3 | Patricia Kabbah     | 29 tháng 3 năm 1996     | 1998                    | Ahmed Tejan Kabbah            |
| lần thứ 4 | Isata Jabbie Kabbah | 1998                    | 17 tháng 9 năm 2007     | Ahmed Tejan Kabbah            |
| ngày 5    | Sia Koroma          | 17 tháng 9 năm 2007     | Ngày 4 tháng 4 năm 2018 | Ernest Bai Koroma             |
| Thứ 6     | Fatima Maada Bio    | Ngày 4 tháng 4 năm 2018 | hiện hành               | Julius Maada Bio              |